# Rose du désert
Adenium obesum
Espèce
Synonymes
- Adenium arabicum Balf.f.[1]
- Adenium arboreum Ehrenb.[2]
- Adenium coetaneum Stapf[1] [2] [3]
- Adenium honghel A. DC.[3]
- Adenium honghel Lindl.[1] [2]
- Adenium micranthum Stapf[1] [2]
- Adenium obesum subsp. socotranum (Vierh.) Lavranos[1] [2]
- Adenium socotranum Vierh.[1] [2]
- Adenium speciosum Fenzl[2]
- Adenium tricholepis Chiov.[1] [2]
- Cameraria obesa (Forssk.) Spreng.[1] [2]
- Nerium obesum Forssk.[1] [2] [3]

Ne doit pas être confondu avec Rose des sables.
Adenium obesum (la Rose du désert) est une espèce de plantes à fleurs de la famille des Apocynaceae contenant plusieurs sous-espèces. Elle est aussi appelée Baobab chacal, Lis des Impalas, Sabi Star ou Kudu.

## Répartition
La plante est originaire d'une aire couvrant l'Afrique de l'Est et le sud de l'Arabie.

## Description
Adenium obesum est une plante succulente pachycaule à feuillage persistant pouvant mesurer jusqu'à 3 mètres de haut et dont le tronc forme un caudex, sorte de très gros renflement gris-vert situé à la base du tronc qui sert d'organe de réserve.
Ses nombreuses petites branches se terminent par quelques grandes feuilles charnues, mesurant de 5 à 15 cm de long et 1-8 cm de large disposées en spirales autour des rameaux. Elles sont difficiles à densifier car chaque nouvelle feuille est accompagnée de la chute d’une plus ancienne. En cas de conditions difficiles il perd ses feuilles pour se rendre plus résistant aux conditions extrêmes — peu de feuilles = peu d’évaporation, c’est une technique de survie en zone aride.
Roses ou rouges, ses fleurs à 5 pétales en trompette de 2 à 5 cm de long, ressemblent à celles du Plumeria et apparaissent au printemps et à l’automne.
Bien qu’il ne s’agisse pas d’un arbre stricto sensu, on peut faire d'Adenium un simili-bonsaï d’intérieur.

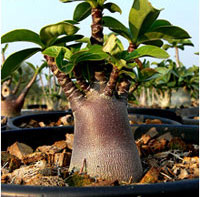
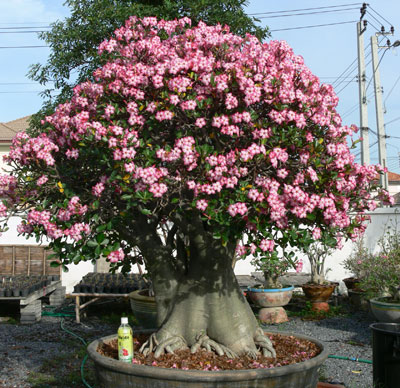
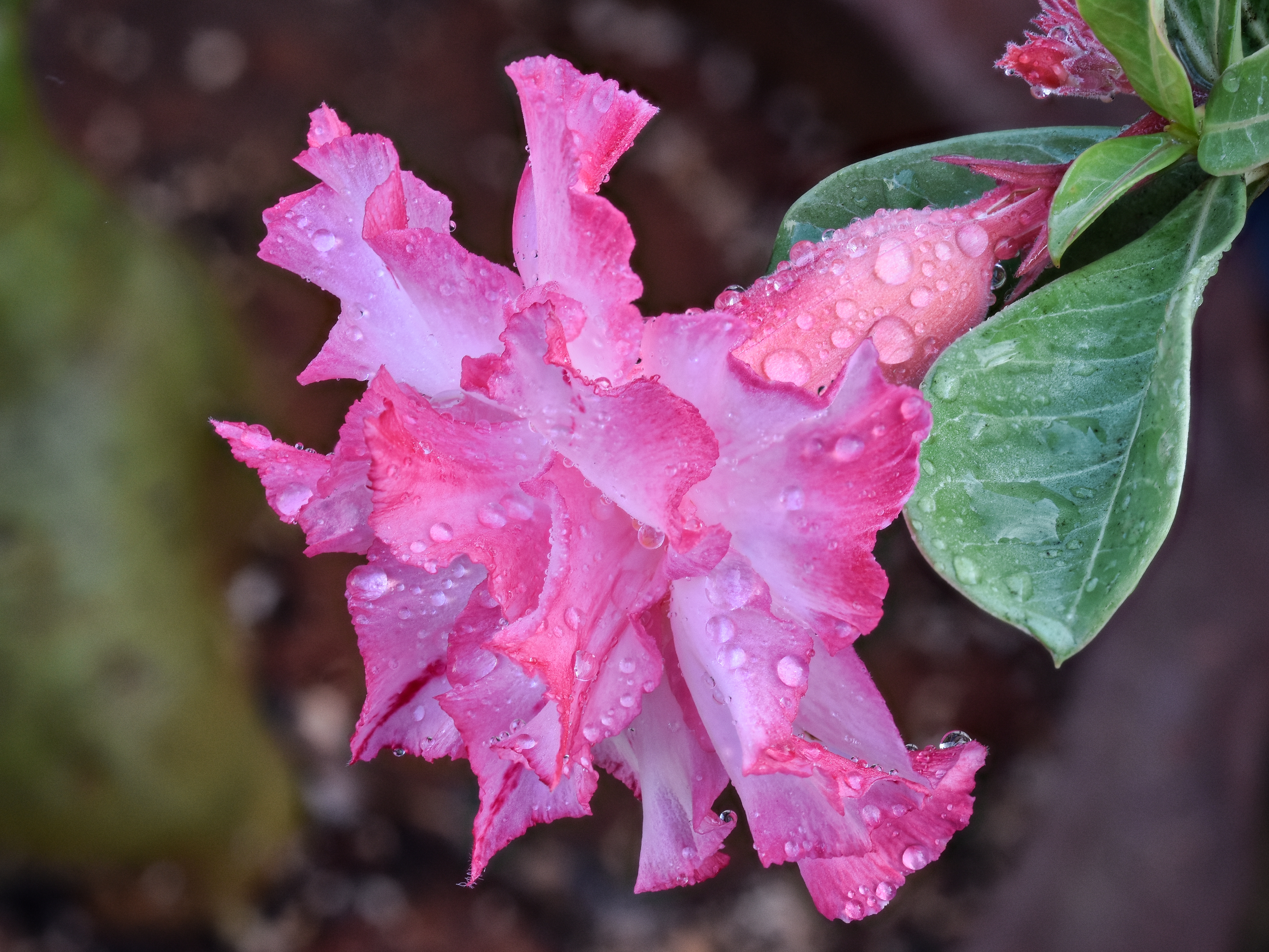

## Propriétés
Comme les autres membres de la famille des Apocynacées, tels que le laurier rose, la sève riche en alcaloïdes, est très toxique.

## Culture

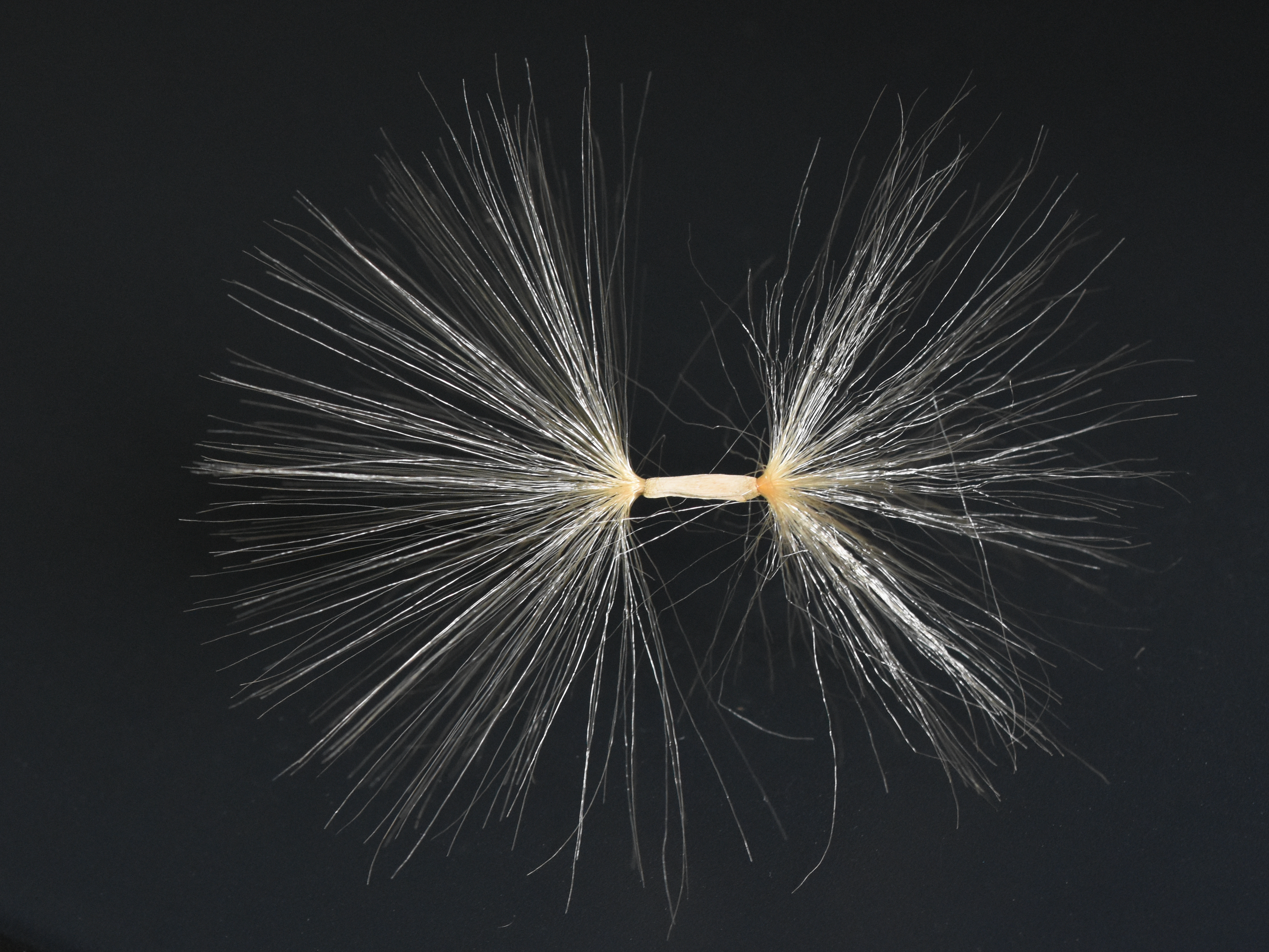
Une graine de rose du désert avec un double pappus (botanique). Aout 2021.

L'Adenium est une plante d'appartement populaire dans les régions tempérées.
Elle a besoin d'un emplacement lumineux et de températures d'hiver ne descendant pas sous les 10 °C. Elle peut résister plusieurs jours à 0 °C à condition que la température diurne atteigne au moins 10 °C.
Comme les autres plantes pachycaules, l’Adenium crée des réserves d’eau à la base du tronc et dans des racines hypertrophiées qui lui permettent de bien supporter la sécheresse mais moins bien l’excès d’humidité. Elle pousse avec un arrosage de type xérique comparable à celui des cactées mais, dès que les températures printanières dépassent les 10 °C la nuit, on pourra sortir la plante à l'extérieur et l'arroser d'autant plus que les températures augmentent. Le caudex se remplissant d'eau à chaque arrosage, on peut attendre que la base du tronc se ramollisse un peu avant de réarroser.
Bien qu'on puisse le bouturer, l'Adenium est le plus souvent multiplié par semis car seules les plantes issues de semis ont un caudex. Le semis doit être pratiqué avec des graines fraîches (moins de trois mois). Il peut être planté en pot avec un terreau léger, sableux, légèrement calcaire et surtout bien drainé. Il a besoin d'une forte lumière et de peu d'arrosage. En hiver, la plante a besoin d'hiverner dans une pièce fraîche (10−15 °C) avec un seul verre d'eau par mois.
Dans les régions à climat tropical, il supporte des arrosages réguliers, sans avoir besoin d'un repos marqué. Dans ce cas, il faut veiller à ne pas laisser sécher les radicelles, ce qui entraînerait la perte de la plante en cas d'excès d'arrosage.

## Liste des cultivars, sous-espèces et variétés
Selon BioLib (22 décembre 2018) :
- cultivar Adenium obesum 'Harry Potter'
- cultivar Adenium obesum 'Tao'

Selon Catalogue of Life (22 décembre 2018) et Tropicos (22 décembre 2018) (Attention liste brute contenant possiblement des synonymes) :
- Adenium obesum subsp. obesum originaire d'Arabie, aussi appelé faux baobab ou lis des impalas, dépasse rarement 2 mètres de haut et pousse lentement.
- Adenium obesum subsp. boehmianum (Schinz) G.D. Rowley. Origine Namibie, Angola
- Adenium obesum subsp. multiflorum Rowley
- Adenium obesum var. multiflorum Codd
- Adenium obesum subsp. oleifolium (Stapf) G.D. Rowley, Afrique du Sud, Botswana
- Adenium obesum subsp. socotranum Lavranos, Socotra
- Adenium obesum subsp. somalense (Balf. f.) G.D. Rowley
- Adenium obesum subsp. swazicum (Stapf) G.D. Rowley, Afrique du Sud
- Adenium obesum subsp. arabicum, Arabie
- Adenium obesum subsp. somalense, Somalie

Les sous-espèces régionales sont parfois décrites comme espèces.